# Marcos Aoás Corrêa
Marcos Aoás Corrêa (São Paulo, 14 de maio de 1994), mais conhecido como Marquinhos, é um futebolista brasileiro que atua como zagueiro. Atualmente joga pelo Paris Saint-Germain e pela Seleção Brasileira, onde é capitão.
É amplamente considerado como um dos maiores jogadores da história do Paris Saint-Germain. Começou sua carreira profissional muito jovem no  Corinthians, aos 17 anos, e após conquistar a Copa Libertadores da América de 2012, foi para a Roma por 3 milhões de euros. Regular na equipe romana em sua única temporada, quando a equipe chegou à final da Copa da Itália, em julho de 2013 foi contratado pelo Paris Saint-Germain por 31,4 milhões de euros. Marquinhos venceu 34 títulos no clube, incluindo dez da Ligue 1 e um da Liga dos Campeões da UEFA. O jogador chegou a atuar com menos frequência após a contratação de David Luiz em 2014, mas retornou à titularidade em 2016.
Pelas Seleções Brasileiras de base, Marquinhos, Casemiro, Giuliano e Rafael Cabral, foram suplentes nos Jogos Olímpicos de Verão de 2012, em Londres quando a equipe conquistou a medalha de bronze, mas só seriam chamados em caso de corte de alguns dos atletas inscritos, o que não ocorreu e por isso não receberam a medalha; fez parte da Seleção Sub-20 que venceu o Torneio Internacional de Toulon de 2014 e conquistou a medalha de ouro nos Jogos Olímpicos de Verão de 2016 no Rio de Janeiro.
Pela Seleção Brasileira principal, estreou em 2013 e era presença constante nas convocações do técnico Tite. Fez parte da equipe que conquistou a Copa América de 2019, foi vice-campeão da Copa América de 2021 e participou das Copas do Mundo de 2018 e 2022.
Na Itália também era chamado de Marcos, para não ser confundido, na época, com o meia Marquinho. Ele é primo do ex-jogador Moreno.

## Carreira

### Corinthians
Marquinhos chegou ao Corinthians em 2002, aos 8 anos e permaneceu nas categorias de base até a disputa da Copa São Paulo de Futebol Júnior de 2012, em que o Timão se tornou campeão e ele foi um dos destaques.
Estreou profissionalmente no dia 18 de fevereiro de 2012, contra o São Caetano, pelo Campeonato Paulista. No dia 27 de abril, ainda com 17 anos, Marquinhos foi incluído na lista da Copa Libertadores da América, no lugar do atacante Adriano, herdando a camisa 10 do Imperador.
Marquinhos esteve no banco em 7 das 8 partidas do Corinthians na fase mata-mata, porém, não entrou em nenhuma. Mesmo sem atuar, sagrou-se campeão da Libertadores, o primeiro título profissionalmente de Marquinhos.
Segundo o ex-presidente Corinthians, Mário Gobbi, o treinador Tite pediu para negociar Marquinhos: "O Tite saiu do CT, no carro do Roberto (de Andrade), foi na minha sala e disse: 'Presidente, o Marquinhos não vai dar zagueiro, ele é franzino, é baixo, não ganha bola no alto, não tem impulsão. O máximo que o Marquinhos vai ser é um lateralzinho, talvez um volante. Então, não quero e não vou mais relacionar o Marquinhos". 

### Roma
Após o título da Libertadores com o Corinthians, Marquinhos foi anunciado como reforço da Roma no dia 23 de agosto de 2012. O Timão recebeu cerca de 8,2 milhões de reais pela venda de 50% do passe do zagueiro. Na Itália, o desempenho de Marquinhos foi impressionante. Apesar da pouca experiência, o jogador se adaptou muito rapidamente ao futebol do país e logo se tornou titular indiscutível da Roma. Sua categoria para sair da defesa com a bola nos pés foi a qualidade que mais chamou a atenção.

### Paris Saint-Germain
Foi apresentado oficialmente como jogador do Paris Saint-Germain no dia 19 de julho de 2013, para um contrato de cinco anos, recebendo a camisa de número 5. O valor da transação do PSG com a Roma girou em torno de 31,4 milhões de euros. Logo em sua estreia marcou seu primeiro gol pelo clube na goleada por 4–1 contra o Olympiacos partida válida pela fase de grupos da Liga dos Campeões.

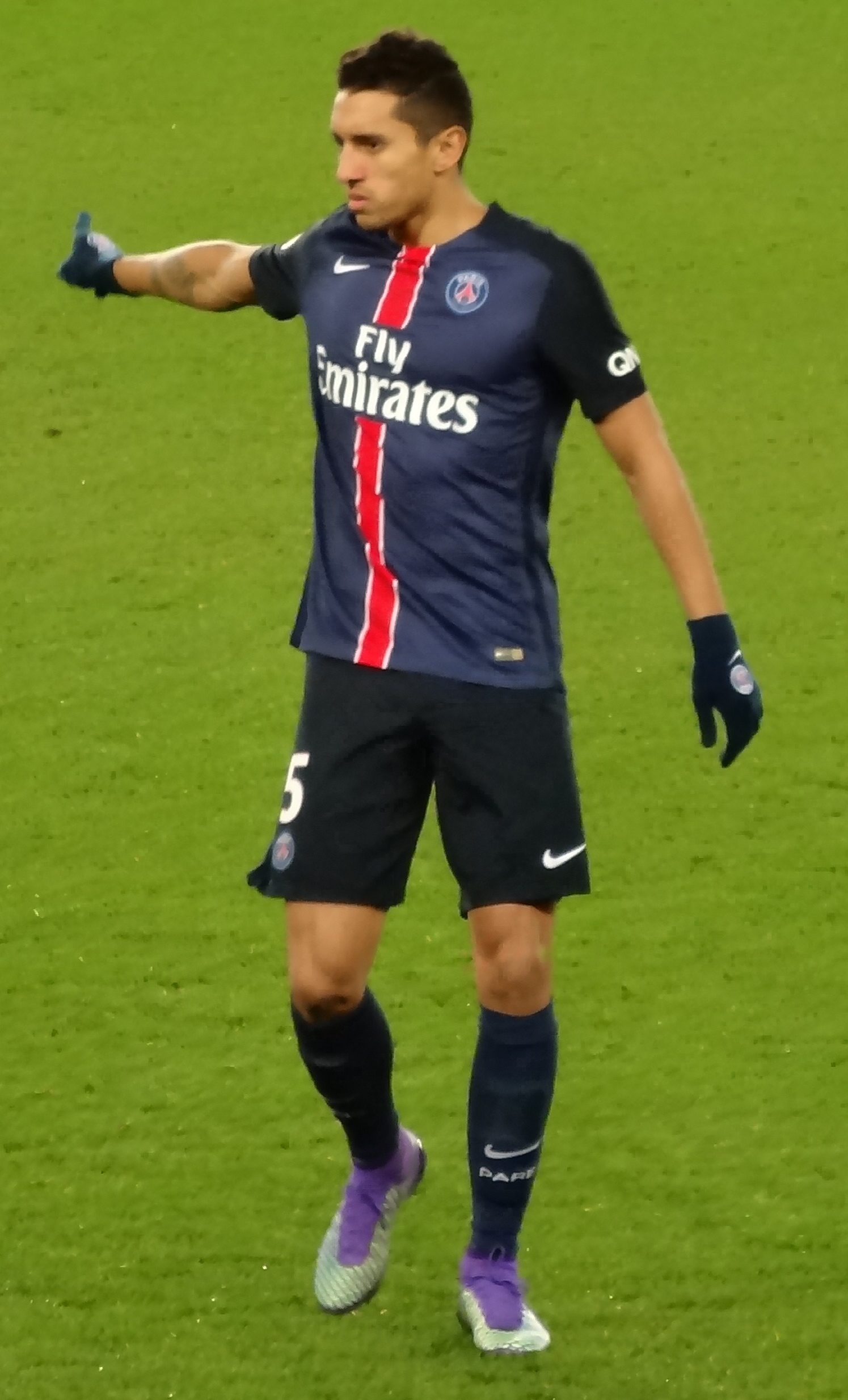
Marquinhos pelo PSG em 2016.

No dia 16 de fevereiro de 2016, contra o Chelsea pelo primeiro jogo das oitavas de finais da Liga dos Campeões, Marquinhos completou 100 jogos com a camisa do clube, a partida terminou com a vitória de 2–1 para o time francês.
Após o retorno de David Luiz para o Chelsea, em 31 de agosto de 2016, Marquinhos se consolidou ao lado de Thiago Silva e começou a atuar com frequência ao longo da temporada com o novo técnico Unai Emery.
Após ótima temporada como titular do PSG, Marquinhos começou a ser sondado pelo Barcelona e Manchester United, porém em 14 de maio de 2017 Marquinhos disse que havia uma chance de "100%" de permanecer no clube na temporada seguinte.
Com a chegada de Thomas Tuchel e aposentadoria de Thiago Motta, Marquinhos se tornou o vice-capitão do clube a partir da temporada 2018–19. No dia 25 de agosto de 2019, Marquinhos chegou ao 250° jogo pelo PSG na vitória por 4 a 0 contra o Toulouse, pela terceira rodada da Ligue 1. No dia 14 de setembro, contra o Strasbourg, pela quinta rodada da Ligue 1, Marquinhos recebeu uma linda homenagem dos torcedores no Parc des Princes.
No dia 13 de janeiro de 2020, Marquinhos renovou com o PSG até 2024. Meses depois, após a saída de Thiago Silva, Marquinhos foi confirmado como novo capitão do PSG pelo treinador Thomas Tuchel.
Em Maio de 2025, fez parte do time que conquistou a Liga dos Campeões da UEFA de 2024–25,  inédito na história do clube, ao derrotar a Inter de Milão por 5 a 0 na final realizada na Allianz Arena, em Munique, e como capitão, levantou a taça do torneio.

## Seleção Nacional

### Sub-17
Pela Seleção Brasileira Sub-17, Marquinhos foi titular durante o Sul-Americano de 2011 realizado no Equador, onde o Brasil venceu e se classificou para a Copa do Mundo. No Mundial da mesma categoria, realizado no México, Marquinhos foi novamente titular indiscutível, exceto por uma partida naquele torneio. O Brasil caiu para a Alemanha na semifinal e terminou a competição em quarto lugar.

### Sub-20
Marquinhos jogou pelo Brasil Sub-20 no Torneio de Toulon em 2014, onde foi titular em todas as cinco partidas em que o país venceu o torneio. Na ocasião, o zagueiro marcou na final contra a França, em que o Brasil venceu por por 3 a 2.

### Olímpica

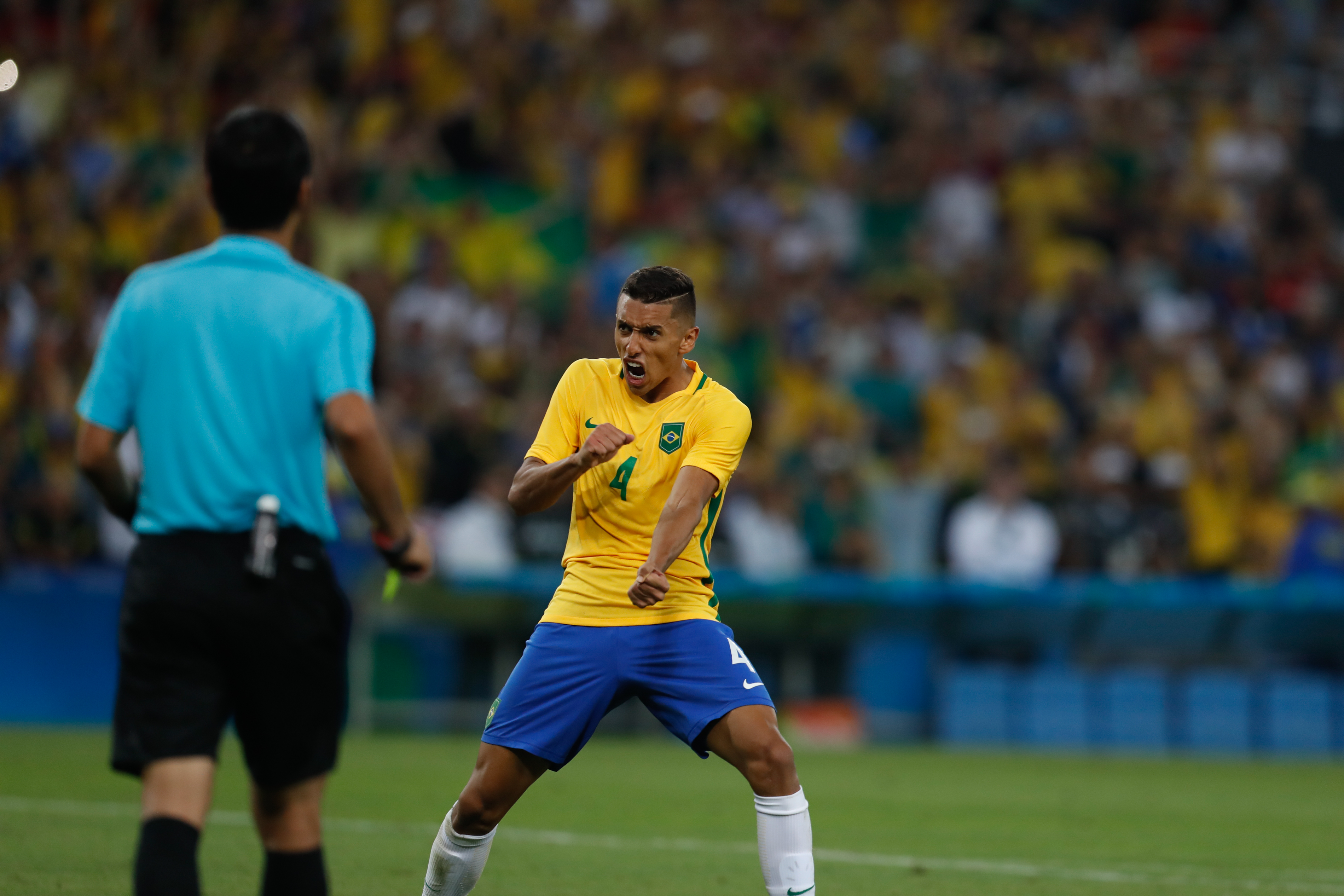
Marquinhos pela Seleção Olímpica em 2016.

Foi convocado para a Seleção Brasileira Olímpica que disputou os Jogos Olímpicos de 2016, participando de todas as partidas da Seleção que conquistou a inédita medalha de ouro na final contra a Alemanha.

### Principal
Estreou pela Seleção Brasileira no dia 16 de novembro de 2013, em amistoso contra Honduras, ao substituir David Luiz.
Depois de não disputar a Copa do Mundo de 2014, Marquinhos voltou a ser convocado logo após o Mundial, no dia 19 de agosto, sob o comando do novo técnico Dunga, para os amistosos contra Colômbia e Equador, realizados em Miami.
Marquinhos é o 5º zagueiro com mais jogos pela Seleção Brasileira, com 71 jogos.

### Copa América de 2015 e Copa América Centenário de 2016
Marquinhos foi convocado para a Copa América de 2015, seu primeiro torneio pela Seleção principal. Ele fez sua estreia — e única aparição no torneio — em 21 de junho de 2015, no último jogo da fase de grupo, no Estádio Monumental David Arellano, substituindo Robinho, nos 14 minutos finais de uma vitória por 2 a 1 sobre a Venezuela, que levou a Seleção Brasileira às quartas de final.
Foi convocado para a Copa América Centenário de 2016. Marquinhos atuou em duas partidas, substituindo o lesionado Miranda.

### Era Tite
Após a demissão de Dunga e a chegada de Tite, Marquinhos passou a ser titular desde o início do ciclo com o novo treinador. No dia 10 de outubro de 2017, na última partida das Eliminatórias da Copa do Mundo, contra o Chile, Marquinhos foi escolhido para ser o capitão da Seleção Brasileira na partida.

### Copa do Mundo de 2018
Titular com Tite durante toda as Eliminatórias, em maio de 2018 Marquinhos teve seu nome na lista dos 23 convocados para a Copa do Mundo FIFA. No entanto, durante a preparação, o zagueiro perdeu a vaga de titular para seu companheiro de clube, o experiente Thiago Silva.
No dia 2 de julho de 2018, Marquinhos estreou na Copa do Mundo ao entrar ao decorrer da partida contra o México, pelas oitavas de final.
Após perder a vaga de titular para Thiago Silva na Copa do Mundo, Marquinhos voltou a ser titular absoluto ao lado do próprio Thiago.
Marquinhos marcou seu primeiro gol pela Seleção em 11 de setembro, de 2018 em uma vitória por 5 a 0 sobre El Salvador.

### Copa América de 2019
Em 17 de maio de 2019, foi convocado para a Copa América de 2019, sendo titular durante toda a competição, na qual sagrou-se campeão.

### Copa do Mundo de 2022
Em 7 de novembro de 2022, Tite anunciou a convocação da Seleção para a Copa do Mundo de 2022. Entre muitos nomes certos no Catar, o de Marquinhos foi chamado para disputar o torneio. Fez sua estreia na Copa do Mundo jogando os 90 minutos na vitória de 2–0 da Seleção Brasileira sobre a Sérvia, em 24 de novembro, no Estádio Nacional de Lusail, no Catar. A partida foi válida pela primeira rodada do Grupo G. Foi titular também no jogo seguinte, onde a seleção brasileira venceu a Suíça por 1–0 no Estádio 974. Inicialmente começando a terceira rodada contra  Camarões no banco, entrou na vaga do lateral-esquerdo Alex Telles, que se lesionou; o Brasil foi derrotado por 1 a 0, embora tenha avançado em primeiro no grupo.
Nas quartas-de-final, em 9 de dezembro, o Brasil foi eliminado do torneio ao perder nos pênaltis para a Croácia por 4–2, após a partida ter terminado empatada por 1–1 no tempo normal e prorrogação. Marquinhos desperdiçou a quarta cobrança brasileira e selou a classificação dos europeus.
O zagueiro terminou a Copa do Mundo como o jogador da seleção que mais jogou, sendo o único a jogar as cinco partidas, somando 425 minutos.

### Jogos pela Seleção Brasileira
| Nº | Data                   | Competição                  | Local                |        | Placar        | Adversário     | Gols |
| -- | ---------------------- | --------------------------- | -------------------- | ------ | ------------- | -------------- | ---- |
| 01 | 16 de novembro de 2013 | Amistoso                    | Miami (EUA)          | Brasil | 5 — 0         | Honduras       | —    |
| 02 | 5 de setembro de 2014  | Amistoso                    | Miami (EUA)          | Brasil | 1 — 0         | Colômbia       | —    |
| 03 | 9 de setembro de 2014  | Amistoso                    | Nova Jersey (EUA)    | Brasil | 1 — 0         | Equador        | —    |
| 04 | 18 de novembro de 2014 | Amistoso                    | Viena (AUT)          | Brasil | 2 — 1         | Áustria        | —    |
| 05 | 10 de junho de 2015    | Amistoso                    | Porto Alegre (BRA)   | Brasil | 1 — 0         | Honduras       | —    |
| 06 | 21 de junho de 2015    | Copa América                | Santiago (CHI)       | Brasil | 2 — 1         | Venezuela      | —    |
| 07 | 8 de setembro de 2015  | Amistoso                    | Foxborough (EUA)     | Brasil | 4 — 1         | Estados Unidos | —    |
| 08 | 8 de outubro de 2015   | Elim. Copa do Mundo de 2018 | Santiago (CHI)       | Brasil | 0 — 2         | Chile          | —    |
| 09 | 13 de outubro de 2015  | Elim. Copa do Mundo de 2018 | Fortaleza (BRA)      | Brasil | 3 — 1         | Venezuela      | —    |
| 10 | 4 de junho de 2016     | Copa América Centenário     | Pasadena (EUA)       | Brasil | 0 — 0         | Equador        | —    |
| 11 | 8 de junho de 2016     | Copa América Centenário     | Orlando (EUA)        | Brasil | 7 — 1         | Haiti          | —    |
| 12 | 1 de setembro de 2016  | Elim. Copa do Mundo de 2018 | Quito (EQU)          | Brasil | 3 — 0         | Equador        | —    |
| 13 | 6 de setembro de 2016  | Elim. Copa do Mundo de 2018 | Manaus (BRA)         | Brasil | 2 — 1         | Colômbia       | —    |
| 14 | 6 de outubro de 2016   | Elim. Copa do Mundo de 2018 | Natal (BRA)          | Brasil | 5 — 0         | Bolívia        | —    |
| 15 | 11 de outubro de 2016  | Elim. Copa do Mundo de 2018 | Mérida (VEN)         | Brasil | 2 — 0         | Venezuela      | —    |
| 16 | 10 de novembro de 2016 | Elim. Copa do Mundo de 2018 | Belo Horizonte (BRA) | Brasil | 3 — 0         | Argentina      | —    |
| 17 | 16 de novembro de 2016 | Elim. Copa do Mundo de 2018 | Lima (PER)           | Brasil | 2 — 0         | Peru           | —    |
| 18 | 23 de março de 2017    | Elim. Copa do Mundo de 2018 | Montevidéu (URU)     | Brasil | 4 — 1         | Uruguai        | —    |
| 19 | 28 de março de 2017    | Elim. Copa do Mundo de 2018 | São Paulo (BRA)      | Brasil | 3 — 0         | Paraguai       | —    |
| 20 | 31 de agosto de 2017   | Elim. Copa do Mundo de 2018 | Porto Alegre (BRA)   | Brasil | 2 — 0         | Equador        | —    |
| 21 | 5 de setembro de 2017  | Elim. Copa do Mundo de 2018 | Barranquilla (COL)   | Brasil | 1 — 1         | Colômbia       | —    |
| 22 | 5 de outubro de 2017   | Elim. Copa do Mundo de 2018 | La Paz (BOL)         | Brasil | 0 — 0         | Bolívia        | —    |
| 23 | 10 de outubro de 2017  | Elim. Copa do Mundo de 2018 | São Paulo (BRA)      | Brasil | 3 — 0         | Chile          | —    |
| 24 | 14 de novembro de 2017 | Amistoso                    | Londres (ING)        | Brasil | 0 — 0         | Inglaterra     | —    |
| 25 | 3 de junho de 2018     | Amistoso                    | Liverpool (ING)      | Brasil | 2 — 0         | Croácia        | —    |
| 26 | 10 de junho de 2018    | Amistoso                    | Viena (AUT)          | Brasil | 3 — 0         | Áustria        | —    |
| 27 | 2 de julho de 2018     | Copa do Mundo de 2018       | Samara (RUS)         | Brasil | 2 — 0         | México         | —    |
| 28 | 7 de setembro de 2018  | Amistoso                    | Nova Jérsei (EUA)    | Brasil | 2 — 0         | Estados Unidos | —    |
| 29 | 11 de setembro de 2018 | Amistoso                    | Landover (EUA)       | Brasil | 5 — 0         | El Salvador    | 1    |
| 30 | 12 de outubro de 2018  | Amistoso                    | Riade (SAU)          | Brasil | 2 — 0         | Arábia Saudita | —    |
| 31 | 16 de outubro de 2018  | Amistoso                    | Jidá (SAU)           | Brasil | 1 — 0         | Argentina      | —    |
| 32 | 16 de novembro de 2018 | Amistoso                    | Londres (ING)        | Brasil | 1 — 0         | Uruguai        | —    |
| 33 | 20 de novembro de 2018 | Amistoso                    | Milton Keynes (ING)  | Brasil | 1 — 0         | Camarões       | —    |
| 34 | 26 de março de 2019    | Amistoso                    | Praga (CZE)          | Brasil | 3 — 1         | Tchéquia       | —    |
| 35 | 5 de junho de 2019     | Amistoso                    | Brasília (BRA)       | Brasil | 2 — 0         | Catar          | —    |
| 36 | 9 de junho de 2019     | Amistoso                    | Porto Alegre (BRA)   | Brasil | 7 — 0         | Honduras       | —    |
| 37 | 14 de junho de 2019    | Copa América de 2019        | São Paulo (BRA)      | Brasil | 3 — 0         | Bolívia        | —    |
| 38 | 18 de junho de 2019    | Copa América de 2019        | Salvador (BRA)       | Brasil | 0 — 0         | Venezuela      | —    |
| 39 | 22 de junho de 2019    | Copa América de 2019        | São Paulo (BRA)      | Brasil | 5 — 0         | Peru           | —    |
| 40 | 27 de junho de 2019    | Copa América de 2019        | Porto Alegre (BRA)   | Brasil | 0 (4) — (3) 0 | Paraguai       | —    |
| 41 | 2 de julho de 2019     | Copa América de 2019        | Belo Horizonte (BRA) | Brasil | 2 — 0         | Argentina      | —    |
| 42 | 7 de julho de 2019     | Copa América de 2019        | Rio de Janeiro (BRA) | Brasil | 3 — 1         | Peru           | —    |
| 43 | 6 de setembro de 2019  | Amistoso                    | Miami Gardens (EUA)  | Brasil | 2 — 2         | Colômbia       | —    |
| 44 | 11 de setembro de 2019 | Amistoso                    | Los Angeles (EUA)    | Brasil | 0 — 1         | Peru           | —    |
| 45 | 10 de outubro de 2019  | Amistoso                    | Kallang (SIN)        | Brasil | 1 — 1         | Senegal        | —    |
| 46 | 13 de outubro de 2019  | Amistoso                    | Kallang (SIN)        | Brasil | 1 — 1         | Nigéria        | —    |
| 47 | 19 de novembro de 2019 | Amistoso                    | Abu Dhabi (EAU)      | Brasil | 3 — 0         | Coreia do Sul  | —    |
| 48 | 10 de outubro de 2020  | Elim. Copa do Mundo de 2022 | São Paulo (BRA)      | Brasil | 5 — 0         | Bolívia        | 1    |
| 49 | 13 de outubro de 2020  | Elim. Copa do Mundo de 2022 | Lima (PER)           | Brasil | 4 — 2         | Peru           | —    |
| 50 | 13 de novembro de 2020 | Elim. Copa do Mundo de 2022 | São Paulo (BRA)      | Brasil | 1 — 0         | Venezuela      | —    |
| 51 | 17 de novembro de 2020 | Elim. Copa do Mundo de 2022 | Montevidéu (URU)     | Brasil | 2 — 0         | Uruguai        | —    |
| 52 | 4 de junho de 2021     | Elim. Copa do Mundo de 2022 | Porto Alegre (BRA)   | Brasil | 2 — 0         | Equador        | —    |
| 53 | 8 de junho de 2021     | Elim. Copa do Mundo de 2022 | Assunção (PAR)       | Brasil | 2 — 0         | Paraguai       |      |
| 54 | 13 de junho de 2021    | Copa América de 2021        | Brasília (BRA)       | Brasil | 3 — 0         | Venezuela      | 1    |
| 55 | 23 de junho de 2021    | Copa América de 2021        | Rio de Janeiro (BRA) | Brasil | 2 — 1         | Colômbia       | —    |
| 56 | 27 de junho de 2021    | Copa América de 2021        | Goiânia (BRA)        | Brasil | 1 — 1         | Equador        | —    |
| 57 | 2 de julho de 2021     | Copa América de 2021        | Rio de Janeiro (BRA) | Brasil | 1 — 0         | Chile          | —    |
| 58 | 5 de julho de 2021     | Copa América de 2021        | Rio de Janeiro (BRA) | Brasil | 1 — 0         | Peru           | —    |
| 59 | 10 de julho de 2021    | Copa América de 2021        | Rio de Janeiro (BRA) | Brasil | 0 — 1         | Argentina      | —    |
| 60 | 2 de setembro de 2021  | Elim. Copa do Mundo de 2022 | Santiago (CHI)       | Brasil | 1 — 0         | Chile          | —    |
| 61 | 7 de outubro de 2021   | Elim. Copa do Mundo de 2022 | Caracas (VEN)        | Brasil | 3 — 1         | Venezuela      | 1    |
| 62 | 10 de outubro de 2021  | Elim. Copa do Mundo de 2022 | Barranquilla (COL)   | Brasil | 0 — 0         | Colômbia       | —    |
| 63 | 11 de novembro de 2021 | Elim. Copa do Mundo de 2022 | São Paulo (BRA)      | Brasil | 1 — 0         | Colômbia       | —    |
| 64 | 16 de novembro de 2021 | Elim. Copa do Mundo de 2022 | San Juan (ARG)       | Brasil | 0 — 0         | Argentina      | —    |
| 65 | 1 de fevereiro de 2022 | Elim. Copa do Mundo de 2022 | Belo Horizonte (BRA) | Brasil | 4 — 0         | Paraguai       | —    |
| 66 | 24 de março de 2022    | Elim. Copa do Mundo de 2022 | Belo Horizonte (BRA) | Brasil | 4 — 0         | Chile          | —    |
| 67 | 29 de março de 2022    | Elim. Copa do Mundo de 2022 | La Paz (BOL)         | Brasil | 4 — 0         | Bolívia        | —    |
| 68 | 2 de junho de 2022     | Amistoso                    | Seul (COR)           | Brasil | 5 — 1         | Coreia do Sul  | —    |
| 69 | 6 de junho de 2022     | Amistoso                    | Tóquio (JAP)         | Brasil | 1 — 0         | Japão          | —    |

## Estatísticas

### Clubes
Abaixo estão listados todos os jogos, gols e assistências do futebolista por clubes.
| Clube               | Temporada         | Campeonato nacional | Campeonato nacional | Campeonato nacional | Copa nacional[a] | Copa nacional[a] | Copa nacional[a] | Competições continentais[b] | Competições continentais[b] | Competições continentais[b] | Outros torneios[c] | Outros torneios[c] | Outros torneios[c] | Total | Total | Total   |
| Clube               | Temporada         | Jogos               | Gols                | Assist.             | Jogos            | Gols             | Assist.          | Jogos                       | Gols                        | Assist.                     | Jogos              | Gols               | Assist.            | Jogos | Gols  | Assist. |
| ------------------- | ----------------- | ------------------- | ------------------- | ------------------- | ---------------- | ---------------- | ---------------- | --------------------------- | --------------------------- | --------------------------- | ------------------ | ------------------ | ------------------ | ----- | ----- | ------- |
| Corinthians         | 2012              | 6                   | 0                   | 0                   | —                | —                | —                | —                           | —                           | —                           | 8                  | 0                  | 0                  | 14    | 0     | 0       |
| Corinthians         | Total             | 6                   | 0                   | 0                   | —                | —                | —                | —                           | —                           | —                           | 8                  | 0                  | 0                  | 14    | 0     | 0       |
| Roma                | 2012–13           | 26                  | 0                   | 0                   | 4                | 0                | 0                | —                           | —                           | —                           | —                  | —                  | —                  | 30    | 0     | 0       |
| Roma                | Total             | 26                  | 0                   | 0                   | 4                | 0                | 0                | —                           | —                           | —                           | —                  | —                  | —                  | 30    | 0     | 0       |
| Paris Saint–Germain | 2013–14           | 21                  | 2                   | 0                   | 3                | 0                | 0                | 8                           | 3                           | 1                           | —                  | —                  | —                  | 32    | 5     | 1       |
| Paris Saint–Germain | 2014–15           | 25                  | 2                   | 0                   | 9                | 0                | 0                | 7                           | 0                           | 0                           | 1                  | 0                  | 0                  | 42    | 2     | 0       |
| Paris Saint–Germain | 2015–16           | 29                  | 1                   | 0                   | 8                | 1                | 0                | 6                           | 0                           | 0                           | —                  | —                  | —                  | 43    | 2     | 0       |
| Paris Saint–Germain | 2016–17           | 29                  | 3                   | 0                   | 7                | 1                | 0                | 8                           | 0                           | 0                           | —                  | —                  | —                  | 44    | 4     | 0       |
| Paris Saint–Germain | 2017–18           | 26                  | 0                   | 2                   | 6                | 2                | 0                | 8                           | 0                           | 1                           | 1                  | 0                  | 0                  | 41    | 2     | 3       |
| Paris Saint–Germain | 2018–19           | 30                  | 3                   | 1                   | 6                | 0                | 0                | 7                           | 1                           | 0                           | 1                  | 0                  | 0                  | 44    | 4     | 1       |
| Paris Saint–Germain | 2019–20           | 19                  | 3                   | 1                   | 6                | 1                | 0                | 11                          | 2                           | 0                           | 1                  | 0                  | 0                  | 37    | 6     | 1       |
| Paris Saint–Germain | 2020–21           | 25                  | 3                   | 1                   | 4                | 0                | 0                | 10                          | 3                           | 0                           | 1                  | 0                  | 0                  | 40    | 6     | 1       |
| Paris Saint–Germain | 2021–22           | 32                  | 5                   | 0                   | —                | —                | —                | 8                           | 0                           | 1                           | —                  | —                  | —                  | 40    | 5     | 1       |
| Paris Saint–Germain | 2022–23           | 33                  | 2                   | 0                   | 2                | 0                | 0                | 8                           | 0                           | 0                           | 1                  | 0                  | 0                  | 44    | 2     | 0       |
| Paris Saint–Germain | 2023–24           | 21                  | 0                   | 1                   | 4                | 0                | 0                | 10                          | 0                           | 2                           | 1                  | 0                  | 0                  | 36    | 0     | 3       |
| Paris Saint–Germain | 2024–25           | 1                   | 0                   | 0                   | 0                | 0                | 0                | 0                           | 0                           | 0                           | 0                  | 0                  | 0                  | 1     | 0     | 0       |
| Paris Saint–Germain | Total             | 291                 | 24                  | 6                   | 55               | 5                | 0                | 91                          | 9                           | 5                           | 7                  | 0                  | 0                  | 444   | 38    | 11      |
| Total na carreira   | Total na carreira | 323                 | 24                  | 6                   | 59               | 5                | 0                | 91                          | 9                           | 5                           | 15                 | 0                  | 0                  | 488   | 38    | 11      |

- a. ^ Jogos da Copa da Itália, Copa da França e Copa da Liga Francesa
- b. ^ Jogos da Liga dos Campeões da UEFA
- c. ^ Jogos do Campeonato Paulista e Supercopa da França

### Seleção Brasileira
Abaixo estão listados todos os jogos, gols e assistências do futebolista pela Seleção Brasileira, desde as categorias de base.
Seleção Principal
| Ano               | Copa do Mundo | Copa do Mundo | Copa do Mundo | Copa América | Copa América | Copa América | Qualificação Mundial | Qualificação Mundial | Qualificação Mundial | Amistosos | Amistosos | Amistosos | Total | Total | Total   |
| Ano               | Jogos         | Gols          | Assist.       | Jogos        | Gols         | Assist.      | Jogos                | Gols                 | Assist.              | Jogos     | Gols      | Assist.   | Jogos | Gols  | Assist. |
| ----------------- | ------------- | ------------- | ------------- | ------------ | ------------ | ------------ | -------------------- | -------------------- | -------------------- | --------- | --------- | --------- | ----- | ----- | ------- |
| 2013              | —             | —             | —             | —            | —            | —            | —                    | —                    | —                    | 2         | 0         | 0         | 2     | 0     | 0       |
| 2014              | —             | —             | —             | —            | —            | —            | —                    | —                    | —                    | 3         | 0         | 0         | 3     | 0     | 0       |
| 2015              | —             | —             | —             | 1            | 0            | 0            | 2                    | 0                    | 0                    | 1         | 0         | 0         | 4     | 0     | 0       |
| 2016              | —             | —             | —             | 2            | 0            | 0            | 6                    | 0                    | 0                    | —         | —         | —         | 8     | 0     | 0       |
| 2017              | —             | —             | —             | —            | —            | —            | 6                    | 0                    | 0                    | 1         | 0         | 0         | 7     | 0     | 0       |
| 2018              | 1             | 0             | 0             | —            | —            | —            | —                    | —                    | —                    | 8         | 1         | 0         | 9     | 1     | 0       |
| 2019              | —             | —             | —             | 6            | 0            | 1            | —                    | —                    | —                    | 8         | 0         | 1         | 14    | 0     | 2       |
| 2020              | —             | —             | —             | —            | —            | —            | 4                    | 1                    | 0                    | —         | —         | —         | 4     | 1     | 0       |
| 2021              | —             | —             | —             | 6            | 1            | 0            | 7                    | 1                    | 0                    | —         | —         | —         | 13    | 2     | 0       |
| 2022              | 5             | 0             | 0             | —            | —            | —            | 3                    | 0                    | 2                    | 4         | 1         | 0         | 12    | 1     | 2       |
| 2023              | —             | —             | —             | —            | —            | —            | 5                    | 1                    | 0                    | 2         | 1         | 0         | 7     | 2     | 0       |
| Total na carreira | 6             | 0             | 0             | 15           | 1            | 1            | 33                   | 3                    | 2                    | 29        | 3         | 1         | 83    | 7     | 4       |

Seleção Sub–23
| Ano               | Jogos Olímpicos | Jogos Olímpicos | Jogos Olímpicos | Pré–Olímpico | Pré–Olímpico | Pré–Olímpico | Total | Total | Total   |
| Ano               | Jogos           | Gols            | Assist.         | Jogos        | Gols         | Assist.      | Jogos | Gols  | Assist. |
| ----------------- | --------------- | --------------- | --------------- | ------------ | ------------ | ------------ | ----- | ----- | ------- |
| 2016              | 6               | 1               | 0               | 3            | 2            | 0            | 9     | 3     | 0       |
| Total na carreira | 6               | 1               | 0               | 3            | 2            | 0            | 9     | 3     | 0       |

Seleção Sub–20
| Ano               | Torneio de Toulon | Torneio de Toulon | Torneio de Toulon | Amistosos | Amistosos | Amistosos | Total | Total | Total   |
| Ano               | Jogos             | Gols              | Assist.           | Jogos     | Gols      | Assist.   | Jogos | Gols  | Assist. |
| ----------------- | ----------------- | ----------------- | ----------------- | --------- | --------- | --------- | ----- | ----- | ------- |
| 2014              | 5                 | 1                 | 0                 | 5         | 0         | 0         | 10    | 1     | 0       |
| Total na carreira | 5                 | 1                 | 0                 | 5         | 0         | 0         | 10    | 1     | 0       |

Seleção Sub–17
| Ano               | Campeonato Mundial | Campeonato Mundial | Campeonato Mundial | Campeonato Sul–Americano | Campeonato Sul–Americano | Campeonato Sul–Americano | Total | Total | Total   |
| Ano               | Jogos              | Gols               | Assist.            | Jogos                    | Gols                     | Assist.                  | Jogos | Gols  | Assist. |
| ----------------- | ------------------ | ------------------ | ------------------ | ------------------------ | ------------------------ | ------------------------ | ----- | ----- | ------- |
| 2011              | 6                  | 0                  | 0                  | 9                        | 0                        | 0                        | 15    | 0     | 0       |
| Total na carreira | 6                  | 0                  | 0                  | 9                        | 0                        | 0                        | 15    | 0     | 0       |

## Títulos
Corinthians
- Copa Libertadores da América: 2012[54][55]

Paris Saint-Germain
- Ligue 1: 2013–14, 2014–15, 2015–16, 2017–18, 2018–19, 2019–20, 2021–22, 2022–23, 2023–24 e 2024–25[56]
- Copa da Liga Francesa: 2013–14, 2014–15, 2015–16, 2016–17, 2017–18 e 2019–20
- Supercopa da França: 2014, 2015, 2017, 2018, 2019, 2020, 2023 e 2024
- Copa da França: 2014–15, 2015–16, 2016–17, 2017–18, 2019–20, 2020–21, 2023–24 e 2024–25[57]
- Liga dos Campeões da UEFA: 2024–25[58]
- Supercopa da UEFA: 2025[59]

Seleção Brasileira
- Campeonato Sul-Americano Sub-17: 2011[60][61]
- Torneio Internacional de Toulon: 2014
- Superclássico das Américas: 2014 e 2018
- Medalha de ouro nos Jogos Olímpicos: 2016
- Copa América: 2019

### Prêmios individuais
- Seleção da Ligue 1: 2017–18, 2018–19, 2020–21, 2021–22, 2023–24[62] e 2024–25[63]
- Indicado ao Ballon d'Or: 2019 (28°)
- Seleção da Liga dos Campeões da UEFA: 2019–20[64] e 2020–21[65]

- Seleção da temporada da Liga dos Campeões da UEFA: 2024–25[66]

- Seleção da Copa América: 2021[67]
- Seleção do Ano da CONMEBOL pela IFFHS: 2021[68]